# Toroid

Trasarea unui toroid cu un pătrat

În matematică, un toroid este un corp generat de rotația unei curbe închise aflată într-un plan în jurul unei axe din planul său, axă care nu taie figura geometrică. Dacă figura geometrică este un cerc, atunci toroidul este un tor.